# Baldwin Park
Baldwin Park je město ve Spojených státech amerických. Nachází se v okrese Los Angeles County ve státě Kalifornie v údolí San Gabriel Valley. Ve městě žije přibližně 72 tisíc obyvatel a jeho rozloha činí 17,6 km². Město bylo založeno roku 1880. Sousedními obcemi sídla jsou Irwindale, Avocado Heights, City of Industry, West Puente Valley, West Covina a El Monte. Svůj název město nese po podnikateli Luckym Baldwinovi.
V roce 1948 zde byla první pobočka řetězce rychlého občerstvení In-N-Out Burger. V roce 2020 tvořili 80 % obyvatel Hispánci, 14 % Asiaté, 4 % běloši a 1 % Afroameričané. Asi 67 % obyvatel tvoří občané původem z Mexika a 5 % z Filipín. Podle údajů z roku 2023 ve městě ve svém domově aktivně hovořilo 60 % obyvatel španělsky. Městem se oficiálně Baldwin Park stal v roce 1956 jako 47. území v Kalifornii, kterému byl tento statut udělen.